# Epimetheus (mythologie)
In de Griekse mythologie was Epimetheus (Oudgrieks: Ἐπιμηθεύς) de zoon van Iapetus en de broer van Prometheus, Atlas en Menoetius; Epimetheus betekent letterlijk "later-nadenker" of volgens dr Sophie Ramondt: "de achternadenkende". Hij was een neef van de oppergod Zeus.
Epimetheus was verantwoordelijk om een positieve eigenschap, zoals snelheid of kracht, aan elke diersoort te geven, maar toen het tijd voor de mens was, was er geen positieve eigenschap meer over. Zijn broer Prometheus stal het vuur uit de Hemel en gaf het aan de mens. Als straf maakte Zeus Pandora voor Epimetheus, omdat hij wist dat hij verliefd op haar zou worden ondanks de waarschuwingen van zijn broer nooit iets van Zeus aan te nemen.
Pandora had echter een aanzienlijke bruidsschat bij zich, een verzegelde kruik. Omdat zij haar nieuwsgierigheid niet kon bedwingen, opende ze de kruik. Alle ellende van de wereld vloog uit de kist. Op de bodem bleef alleen nog Hoop achter, die echter bij het opnieuw openen ook uit de kruik ontsnapte.
De dochter van Epimetheus en Pandora was Pyrrha.